# AJPW Triple Crown Heavyweight Championship
L'AJPW Triple Crown Heavyweight Championship è un campionato della federazione di puroresu giapponese All Japan Pro Wrestling ed è stato formato dall'unificazione di tre titoli (PWF World Heavyweight Championship, NWA United National Championship e NWA International Heavyweight Championship) avvenuta nel 1989 ed è considerato il titolo più importante della federazione.

## Storia
L'unificazione avvenne il 18 aprile 1989 quando Jumbo Tsuruta, l'allora detentore del titolo NWA International Heavyweight Championship sconfisse Stan Hansen il detentore degli altri due (PWF World Heavyweight Championship e NWA United National Championship).
A differenza di molti altri campionati il Triple Crown fu per lungo tempo rappresentato con le stesse tre cinture originali che solo nel 2013 furono consegate alla vedova (Motoko) del fondatore della AJPW (Giant Baba) per essere sostituite da una nuova e rappresentante le tre precedenti unificate. 

Questa cintura monta tre piatti (rappresentanti le tre precedenti) ed uno di questi reca la dicitura "Jumbo Tsuruta Apr. 18 1989" indicante la data ed il nome del primo vincitore.

## Albo d'oro

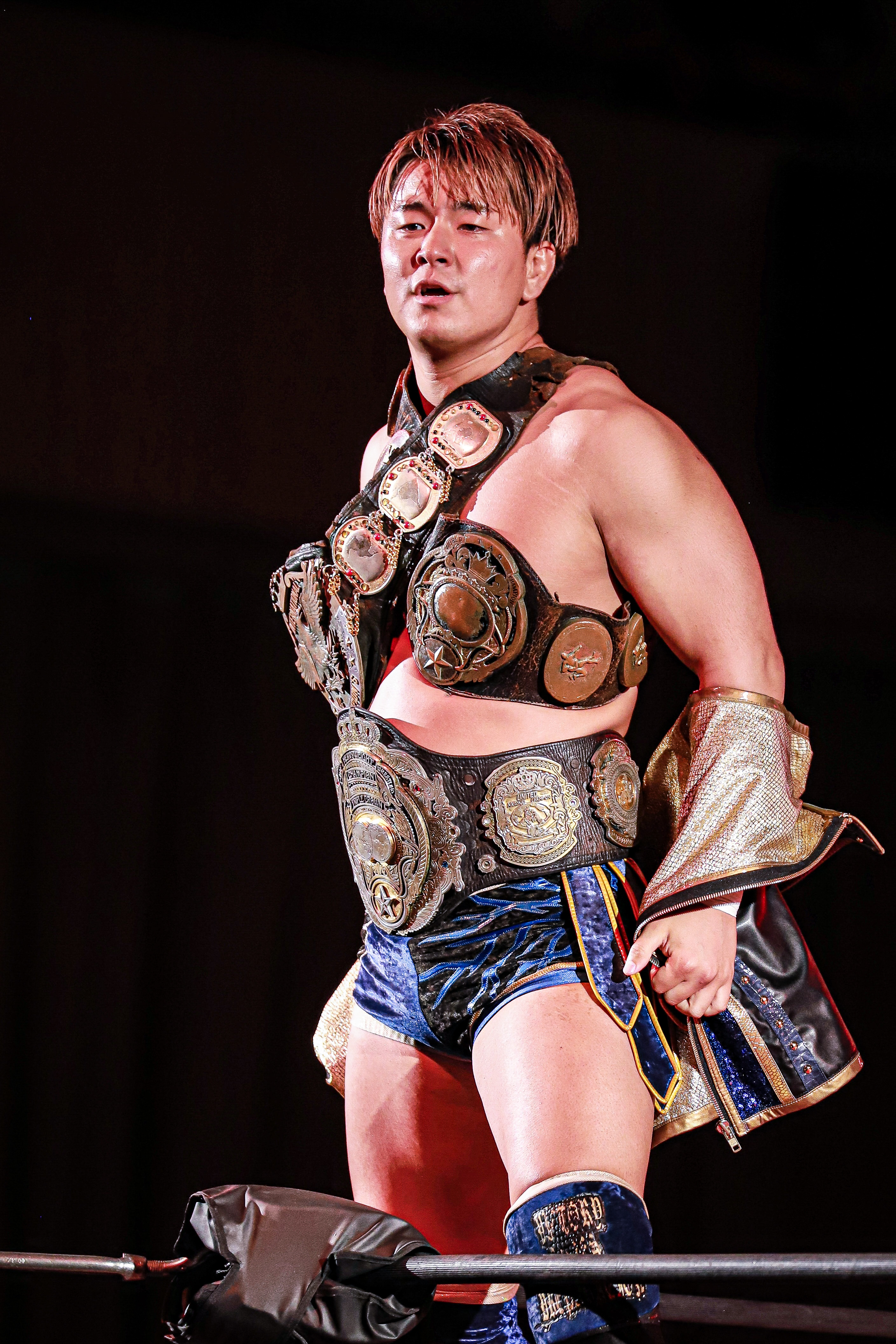
L'attuale campione Yuma Aoyagi

Statistiche aggiornate al 12 marzo 2025. 
| #  | Campione                   | Regno | Data              | Località           | Evento                                   | Giorni | Difese | Note |
| -- | -------------------------- | ----- | ----------------- | ------------------ | ---------------------------------------- | ------ | ------ | --- |
| 1  | Jumbo Tsuruta              | 1     | 18 aprile 1989    | Tokyo              | Champion Carnival                        | 48     | 1      | Tsuruta ha sconfitto Stan Hansen per unificare i tre titoli PWF Heavyweight Championship, NWA United National e NWA International Championship |
| 2  | Genichiro Tenryu           | 1     | 5 giugno 1989     | Tokyo              | Super Power Series                       | 128    | 2      | |
| 3  | Jumbo Tsuruta              | 2     | 11 ottobre 1989   | Yokohama           | October Giant Series                     | 237    | 2      | |
| 4  | Terry Gordy                | 1     | 5 giugno 1990     | Chiba              | Super Power Series                       | 3      | 0      | |
| 5  | Stan Hansen                | 1     | 8 giugno 1990     | Tokyo              | Super Power Series                       | 39     | 0      | |
| 6  | Terry Gordy                | 2     | 17 luglio 1990    | Kanazawa           | Summer Action Series                     | 10     | 0      | |
| —  | Vacante                    | —     | 27 luglio 1990    | —                  | —                                        | —      | —      | Gordy fu ricoverato in ospedale. |
| 7  | Stan Hansen                | 2     | 27 luglio 1990    | Matsudo            | Summer Action Series                     | 176    | 1      | Sconfisse Mitsuharu Misawa per il titolo vacante                                                                                               |
| 8  | Jumbo Tsuruta              | 3     | 19 gennaio 1991   | Matsumoto          | New Year Giant Series                    | 374    | 3      | |
| 9  | Stan Hansen                | 3     | 28 gennaio 1992   | Chiba              | New Year Giant Series                    | 207    | 3      | |
| 10 | Mitsuharu Misawa           | 1     | 22 agosto 1992    | Tokyo              | Summer Action Series                     | 705    | 7      | |
| 11 | "Dr. Death" Steve Williams | 1     | 28 luglio 1994    | Tokyo              | Summer Action Series                     | 86     | 1      | |
| 12 | Toshiaki Kawada            | 1     | 22 ottobre 1994   | Tokyo              | October Giant Series                     | 133    | 1      | |
| 13 | Stan Hansen                | 4     | 4 marzo 1995      | Tokyo              | Excite Series                            | 83     | 0      | |
| 14 | Mitsuharu Misawa           | 2     | 26 maggio 1995    | Sapporo            | Super Power Series                       | 364    | 4      | |
| 15 | Akira Taue                 | 1     | 24 maggio 1996    | Sapporo            | Super Power Series                       | 61     | 1      | |
| 16 | Kenta Kobashi              | 1     | 24 luglio 1996    | Tokyo              | Super Power Series                       | 180    | 2      | |
| 17 | Mitsuharu Misawa           | 3     | 20 gennaio 1997   | Osaka              | New Year Giant Series                    | 466    | 8      | |
| 18 | Toshiaki Kawada            | 2     | 1º maggio 1998    | Tokyo              | 25th Anniversary                         | 42     | 0      | |
| 19 | Kenta Kobashi              | 2     | 12 giugno 1998    | Tokyo              | Super Power Series                       | 141    | 2      | |
| 20 | Mitsuharu Misawa           | 4     | 31 ottobre 1998   | Tokyo              | October Giant Series                     | 83     | 0      | |
| 21 | Toshiaki Kawada            | 3     | 22 gennaio 1999   | Osaka              | New Year Giant Series                    | 7      | 0      | |
| —  | Vacante                    | —     | 29 gennaio 1999   | —                  | —                                        | —      | —      | Reso vacante per frattura ad un braccio di Kawada durante lo stesso match.                                                                     |
| 22 | Vader                      | 1     | 6 marzo 1999      | Tokyo              | Excite Series                            | 57     | 0      | Sconfisse Akira Taue. |
| 23 | Mitsuharu Misawa           | 5     | 2 maggio 1999     | Tokyo              | Giant Baba Memorial                      | 181    | 2      | |
| 24 | Vader                      | 2     | 30 ottobre 1999   | Tokyo              | October Giant Series                     | 120    | 1      | |
| 25 | Kenta Kobashi              | 3     | 27 febbraio 2000  | Tokyo              | Excite Series                            | 110    | 1      | |
| —  | Vacante                    | —     | 16 giugno 2000    | —                  | —                                        | —      | —      | Kobashi passò alla Pro Wrestling Noah. |
| 26 | Genichiro Tenryu           | 2     | 28 ottobre 2000   | Tokyo              | October Giant Series                     | 223    | 1      | l Sconfisse Toshiaki Kawada nella finale di un torneo.                                                                                         |
| 27 | Keiji Muto                 | 1     | 8 giugno 2001     | Tokyo              | Super Power Series                       | 261    | 4      | |
| 28 | Toshiaki Kawada            | 4     | 24 febbraio 2002  | Tokyo              | Excite Series                            | 32     | 0      | |
| —  | Vacante                    | —     | 28 marzo 2002     | —                  | —                                        | —      | —      | Kawada si ferì ad un ginocchio. |
| 29 | Genichiro Tenryu           | 3     | 13 aprile 2002    | Tokyo              | Champion Carnival                        | 197    | 1      | Ha sconfitto Keiji Mutoh |
| 30 | The Great Muta             | 2     | 27 ottobre 2002   | Tokyo              | Royal Road 30 Giant Battle Final         | 119    | 1      | |
| 31 | Shinya Hashimoto           | 1     | 23 febbraio 2003  | Tokyo              | Excite Series                            | 171    | 2      | |
| —  | Vacante                    | —     | 13 agosto 2003    | —                  | —                                        | —      | —      | Hashimoto si slogò una spalla. |
| 32 | Toshiaki Kawada            | 5     | 6 settembre 2003  | Tokyo              | Summer Action Series                     | 529    | 10     | Sconfisse Shinjiro Otani nella finale di un torneo.                                                                                            |
| 33 | Satoshi Kojima             | 1     | 16 febbraio 2005  | Tokyo              | Realize                                  | 502    | 8      | |
| 34 | Taiyō Kea                  | 1     | 3 luglio 2006     | Tokyo              | Crossover                                | 62     | 1      | |
| 35 | Minoru Suzuki              | 1     | 3 settembre 2006  | Sapporo            | Summer Impact                            | 357    | 5      | |
| 36 | Kensuke Sasaki             | 1     | 26 agosto 2007    | Tokyo              | Pro Wrestling Love                       | 247    | 2      | |
| 37 | Suwama                     | 1     | 29 aprile 2008    | Nagoya             | Growin Up                                | 152    | 2      | |
| 38 | The Great Muta             | 3     | 28 settembre 2008 | Yokohama           | Flashing                                 | 167    | 1      | |
| 39 | Yoshihiro Takayama         | 1     | 14 marzo 2009     | Tokyo              | Pro Wrestling Love                       | 196    | 2      | |
| 40 | Satoshi Kojima             | 2     | 26 settembre 2009 | Yokohama           | Flashing tour                            | 176    | 1      | |
| 41 | Ryota Hama                 | 1     | 21 marzo 2010     | Tokyo              | Pro Wrestling Love                       | 42     | 0      | |
| 42 | Minoru Suzuki              | 2     | 2 maggio 2010     | Nagoya             | Growin Up                                | 119    | 1      | |
| 43 | Suwama                     | 2     | 29 agosto 2010    | Tokyo              | Pro Wrestling Love                       | 420    | 5      | |
| 44 | Jun Akiyama                | 1     | 23 ottobre 2011   | Tokyo              | Pro Wrestling Love                       | 308    | 4      | |
| 45 | Masakatsu Funaki           | 1     | 26 agosto 2012    | Tokyo              | Summer Impact                            | 203    | 4      | |
| 46 | Suwama                     | 3     | 17 marzo 2013     | Tokyo              | Pro Wrestling Love                       | 224    | 2      | |
| 47 | Akebono                    | 1     | 27 ottobre 2013   | Tokyo              | Anniversary tour                         | 215    | 4      | |
| —  | Vacante                    | —     | 30 maggio 2014    | —                  | —                                        | —      | —      | Akebono ebbe problemi di salute. |
| 48 | Takao Omori                | 1     | 15 giugno 2014    | Tokyo              | Dynamite Series                          | 14     | 0      | |
| 49 | Suwama                     | 4     | 29 giugno 2014    | Sapporo            | Dynamite Series                          | 28     | 0      | |
| 50 | Joe Doering                | 1     | 27 luglio 2014    | Tokyo              | Summer Action Series                     | 160    | 3      | |
| 51 | Go Shiozaki                | 1     | 3 gennaio 2015    | Tokyo              | New Year Wars                            | 138    | 2      | |
| 52 | Akebono                    | 2     | 21 maggio 2015    | Tokyo              | Super Power Series                       | 164    | 2      | |
| 53 | Jun Akiyama                | 2     | 1º novembre 2015  | Hirosaki           | Hirosaki Charity Tournament              | 62     | 0      | |
| 54 | Suwama                     | 5     | 2 gennaio 2016    | Tokyo              | New Years 2 Days                         | 10     | 0      | |
| —  | Vacante                    | —     | 12 gennaio 2016   | —                  | —                                        | —      | —      | Reso vacante dopo che Suwama si ruppe il tendine di Achille.                                                                                   |
| 55 | Kento Miyahara             | 1     | 12 febbraio 2016  | Tokyo              | Excite Series                            | 464    | 8      | |
| 56 | Shuji Ishikawa             | 1     | 21 maggio 2017    | Tokyo              | Super Power Series                       | 98     | 2      | |
| 57 | Kento Miyahara             | 2     | 27 agosto 2017    | Tokyo              | 45th Anniversary                         | 43     | 0      | |
| 58 | Suwama                     | 6     | o ottobre 2017    | Tokyo              | Hataage Kinen Series                     | 12     | 0      | |
| 59 | Joe Doering                | 2     | 21 ottobre 2017   | Yokohama, Kanagawa | Akiyama and Omori debut 25th Anniversary | 155    | 3      | |
| 60 | Kento Miyahara             | 3     | 25 marzo 2018     | Saitama            | Power Dream Series                       | 126    | 2      | |
| 61 | Zeus                       | 1     | 29 luglio 2018    | Osaka              | Summer Action Series                     | 84     | 1      | |
| 62 | Kento Miyahara             | 4     | 21 ottobre 2018   | Yokohama, Kanagawa | Rising an Army Memorial Series           | 519    | 10     | |
| 63 | Suwama                     | 7     | 23 marzo 2020     | Tokyo              | Dream Power Series                       | 454    | 7      | |
| —  | Vacante                    | —     | 20 giugno 2021    | —                  | —                                        | —      | —      | Reso vacante per positività di Suwama al COVID-19                                                                                              |
| 64 | Jake Lee                   | 1     | 26 giugno 2021    | Tokyo              | Champions Night                          | 185    | 3      | Ha sconfitto Kento Miyahara e Yuma Aoyagi in un Three Way Tomoesen match                                                                       |
| —  | Vacante                    | —     | 28 dicembre 2021  | —                  | —                                        | —      | —      | Reso vacante da Jake Lee per rottura del naso e osso orbitale sinistro                                                                         |
| 65 | Kento Miyahara             | 5     | 23 gennaio 2022   | Tokyo              | New Year Wars                            | 147    | 4      | Sconfisse Riyuki Honda |
| 66 | Jake Lee                   | 2     | 19 giugno 2022    | Tokyo              | Champions Night - 50th Anniversary       | 25     | 0      | |
| 67 | Suwama                     | 8     | 14 luglio 2022    | Tokyo              | Summer Action Series                     | 66     | 0      | |
| 68 | Kento Miyahara             | 6     | 18 settembre 2022 | Tokyo              | 50th Anniversary                         | 154    | 4      | |
| 69 | Yuji Nagata                | 1     | 19 febbraio 2023  | Tokyo              | Excite Series                            | 133    | 3      | |
| 70 | Yuma Aoyagi                | 1     | 2 luglio 2023     | Tokyo              | Summer Action Series                     | 126    | 5      | |
| 71 | Katsuhiko Nakajima         | 1     | 5 novembre 2023   | Tokyo              | Giant Series                             | 146    | 4      | |
| 72 | Yuma Anzai                 | 1     | 30 marzo 2024     | Tokyo              | Dream Power Series                       | 140    | 5      | |
| 73 | Yuma Aoyagi                | 2     | 17 agosto 2024    | Tachikawa          | Summer Action Series                     | 207+   | 1      | |